# Voiturettes Busson
Voiturettes Busson war ein französischer Hersteller von Automobilen.

## Unternehmensgeschichte
Das Unternehmen aus Paris war Importeur für belgische Nagant. 1907 begann die Produktion von Automobilen. Die Markennamen lautete Busson, Busson-Bazelaire und Busson-Dedyn. 1908 endete die Produktion.

## Fahrzeuge

### Busson
1908 wurde der selber entwickelte Kleinwagen 7/9 CV mit einem Zweizylindermotor hergestellt.

### Busson-Bazelaire
Unter diesem Namen bot das Unternehmen Modelle an, die ursprünglich von De Bazelaire stammten.

### Busson-Dedyn
Unter diesem Namen wurde das Modell 30 CV mit einem Sechszylindermotor angeboten, das ursprünglich von Nagant stammte.